# آستین دا لوز
آستین دا لوز (انگلیسی: Austin da Luz؛ زادهٔ ۹ اکتبر ۱۹۸۷) یک بازیکن فوتبال اهل ایالات متحده آمریکا است.